# 水野以津美
水野 以津美（みずの いつみ）は、日本の女優。千葉県松戸市出身。愛称は、いっつみー。

## 略歴
短大卒業後、俳優活動を開始。吉本興業の劇団を経て現在はフリーで活動中。
2014年4月～2017年2月、小劇場アイドルユニット38mmなぐりーず の2代目オレンジ担当として活動。『魔法少女いっつみー』としてライブにも出演していた。

## 人物
舞台を中心にコメディからシリアスまで幅広く演じる。食べることが大好きでTwitterに「#もぐもぐ女優」のハッシュタグで食べる動画をあげている。
- Perfumeは生きがい
- 作詞作曲した楽曲『チョコレイトがたべたいうた』を通販サイトや音楽配信サイトで販売している。MV[2]の監督・製作はエーデルワイス門田樹。
- ドローンを飛ばすことが趣味で、撮影や楽しみの幅を広げるべくアマチュア無線4級を取得[3]した。
- 納豆は極小粒が好き

## 出演

### 舞台
2014年
- 劇団K助プレゼンツ『ハチャメッチャストーリー ～黒髭とアワワと秘密の財宝～』(2014年07月) 中野ザ・ポケット - セス 役
- しまぁ～ん共和国 presents 発掘公演『ファインド・ハント』(2014年08月) 下北沢小劇場B1
- キ上の空論 一周年記念公演『赤い下着、覗くその向こう側、赤の歪み』(2014年11月) 新宿眼科画廊スペース０ - カヤ 役
- 脂肪肝劇場GLENS GLENS式コントライブ vol.7『OH!! MY HOME!!』(2014年11月) AMGホール
- 村松ママンスキーさよならいつかまた公演『オイウチケンジ -最後なんだから芝居させてくれよ-』(2014年12月) 新宿シアター・ミラクル

2015年
- しまぁ～ん共和国 presents オムニバス公演『TEAM SHIMaaaN』TEAM OHYAMA『ゆうなと僕』(2015年01月) 下北沢小劇場B1
- たすいち 春の短編集『宴』(2015年04月) 新宿シアター・ミラクル
『マジカル人付き合い』 - マホ 役
『六人の母と私』 - 鏡 役
『あぁ県大会～春の決勝戦ver～』 - 赤津イブ 役
- JOHN DOES 第一回公演『夕凪の街 潮騒を待って』(2015年10月) 下北沢Geki地下Liberty - ゲスト出演
- The Park vol.1『テセウスの舟と透明の檻』(2015年12月) APOCシアター - 山崎 役

2016年
- Mrs.fictions ミセスフィクションズのまんがまつり『いまなく』(2016年02月) 王子小劇場 - ミヤ 役
- たすいち 番外公演『あなたのひとみにうつらない』(2016年10月) 新宿シアター・ミラクル
『オンリーミー』 - 曽田ウツキ 役
『違う視界』 - 宇佐野いりあ 役
- The Park vol.2『シュレディンガーの家と哲学的な家族たち』(2016年12月) APOCシアター - 野村玲子 役
- 東京ノ温度 第二回公演『ありすとてれす ぼうねんかい』(2016年12月) 新大久保ホボホボ - 月野うさぎ 役

2017年
- 劇団SPACE☆TRIP 第11回公演『君が予む物語～パーリーエスパーピーポーズ～』(2017年01月) 千本桜ホール - 火野洋子 役
- ゴブリン串田のミニシアター『50回前の出来事』(2017年02月) 神田Kホール
- 劇団SPACE☆TRIP 第12回公演『地球防衛レストラン～緊急事態のフルコース～』(2017年05月) 千本桜ホール - 服部ひさか 役
- 東京ノ温度 第四回公演『おずわるど』(2017年05月) 新大久保ホボホボ - グリンダ 役
- 東京ノ温度 第五回公演『まなつぼし』(2017年08月) 新大久保ホボホボ - 坂東優子 役
- Performing unit colors7~C7 #6『Mermaid-drop』(2017年09月) ザムザ阿佐ヶ谷 - マヤ 役
- 劇団SPACE☆TRIP 第13回公演『門星家の秘密 第三夜』(2017年10月) 千本桜ホール - ビネガー 役
- 東京ノ温度 第六回公演『ひゃっきやぎょう』(2017年11月) 新大久保ホボホボ - 桑田玲子 役

2018年
- しむじゃっく 杉山純じディレクション『エンれぱ!Vol.3』[4](2018年01月) 新中野ワニズホール
鶴さんチーム『Lie Phone 4s』 - 秋 役
- 劇団えーてぃーふぃーるど 314公演『蜜柑星人 〜或いは終末期的箱庭療法〜』或いは白と黒の深淵 蜜柑チーム(2018年03月) 参宮橋トランスミッション - 姉 役
- ピヨピヨレボリューション『Gliese』(2018年04月) 中野ザ・ポケット - 38mmなぐりーずゲスト出演
- 舞台版『まいっちんぐマチコ先生～こんな世界に誰がした??世直しバック・トゥ・ザ・ティーチャーの巻～』(2018年05月) 築地ブディストホール - 愛知タマ子教頭 役
- 東京ノ温度 第八回公演『しゃーろっきあん』(2018年05月) 新大久保ホボホボ - 斎藤絵玲奈 役
- 朗読パンダ 第6回公演『Reading Revolution』Bチーム『鎌倉モアレ』(2018年10月) シアターグリーンBIG TREE THEATER
- 東京ノ温度 第九回公演『はいむすめ』(2018年11月) 大塚ドリームシアター - マジョリティー清子 役
- 劇団SPACE☆TRIP 第14回公演『地球防衛レストラン2〜地上へ怒りの挑戦状！蘇った地底の記憶〜』(2018年12月) 千本桜ホール - 服部ひさか 役

2019年
- 劇団新劇団 第二回公演『特攻のマクベス』(2019年01月) 下北沢｢劇｣小劇場 - 妻戸睦子 役
- 舞台版『まいっちんぐマチコ先生～令和元年スタート!YOU タチニツグ!シン・ニホンジンハダレダ!の巻～』(2019年05月) 築地ブディストホール - 愛知タマ子教頭 役
- オフィス上の空プロデュース『トルツメの蜃気楼』(2019年06月) 中野ザ・ポケット - Aチーム芳子(アリス) 役
- 朗読パンダ 第7回公演『seventh stair』(2019年08月) 東京藝術劇場シアターウエスト
Wチーム『さらば、メガロポリス』 - 秋山葉月 役
- 劇団鋼鉄村松『mark(X)infinity』(2019年10月) コレフリオ新宿 - ゲスト出演
- 劇団SPACE☆TRIP 第15回公演『地球防衛レストラン最終章～皆仲良く 伝統の味を～』(2019年11月) 千本桜ホール - 服部ひさか 役
- 東京ノ温度 第十一回公演『ぐりむさん～やーこぷさん～』(2019年11月) Nakano f - ロッテ(シャルロッテ・アマーリエ・グリム) 役

2020年
- 劇団新劇団 第五回公演『壬生魔浪士組～魔法少女たちの放課後～』(2020年07月) 千本桜ホール - 山南イライザ 役
- 武石有賀共同プロデュース公演『DADDY』(2020年07月) 両国エアースタジオ - Aチーム 登美子 役
- 東京ノ温度 第十三回公演『えんでれす』(2020年09月) Nakano f - 闇の奥方 役
企画公演『ころぬのころ』 - 水田伊織 役
- オフィス上の空プロデュース 東京ノ演劇ガ、アル。『東京ノ空ハ、タダ蒼ク』(2020年11月) 新中野ワニズホール
Bチーム『救ウ』 - 萩原愛 役

2021年
- 東京ノ温度  第十四回公演『ころぬのこと』(2021年05月) Nakano f
『ころぬのこと おうたむ』 - 長女 くれは 役
同時上演『ころぬのころに』 - 水田伊織 役
- TAIYO MAGIC FILM『黒い箱の中に白い箱』(2021年07月) パークシアター倉
『CAKE』 - 店長の妹 林輪子 役
- 東京ノ温度 第十五回公演『ありすとてれす』(2021年10月) プーク人形劇場
『ぼうねんかい』 - ロリーナ 役
- おむすびシアターZUSHI (2021年11月) リーディング＆演奏ライブ
- 東京ノ温度 第十六回公演『ころぬのことは』(2021年12月) Nakano f - 吉田弥生 役
同時上演『ころぬのころ さんしいご』 - 水田伊織 役

2022年
- 福地慎太郎ワークショップ connection 卒業公演『水の中の狸』(2022年04月) 高島平バルスタジオ - 一葉 役
- 職人集団バシコエンタープライズ旗揚げ公演『いたこBAR』(2022年05月) 参宮橋トランスミッション
- 朗読パンダ 第3回番外公演『100年越しの初恋vol.2』(2022年08月) 劇場MOMO
チームC『ノックアウト』 - 北条美沙子 役
- 東京ノ温度 第十八回公演『まなつぼし』(2022年10月) 新宿サンモールスタジオ
- 劇場版100日後には彼女が出来るはず『オイコラケンジ～何しれっと帰ってきてんだよ(仮)～』(2022年12月24日) 中板橋新生館スタジオ
『オイウチケンジ:パラベラム』『 何しれっと帰ってきてんだよ（仮）』- 彼女 役

2023年
- ENG 第17回公演『missing～混血のハッシュタグ～「私は刻む。私だけの、私の道を。」』(2023年03月) 六行会ホール - EATER 役
- たすいち 第39回公演『ヒラエス』(2023年06月) 駅前劇場 - 緑チーム 卯花晴海 役
- 東京ノ温度 第二十回公演『はいむすめ』(2023年07月) サンモールスタジオ - さんどりよんちーむ ルシファー 役
- エリィジャパン 第五回戦『46億回目のパラレルパラレルサマータイム』(2023年08月) シアター711 - Aチーム スマートな女 役ほか
- サヨナラワールド イマーシブシリーズ『雪女』(2023年9月) 高円寺K'sスタジオ新館Bスタジオ
- 東京ノ温度 第二十一回公演『うえんでぃーず』(2023年10月) サンモールスタジオ - ちーむ「じょん」 上野沙織 役
- パフォーマンス朗読劇『クリスマス・キャロル』(2023年11月) 三鷹RI劇場 - キャロルチーム ミランダ・クラチット 役
- 劇場版100日後には彼女が出来るはず2『パラレルケンジ -GOLD BALL RUN-』(2023年12月24日) 中板橋新生館スタジオ
『オイウチケンジ:コンセクエンス』『GOLD BALL RUN －ママンスキー彼女争奪編－』

2024年
- 金子の挑戦状 第1枚目公演『十二人の怒れる役者たち』(2024年1月) アルネ543 - 師走 役
- サヨナラワールド『私はあなたの守護霊です』(2024年3月) 東京おかっぱちゃんハウス
- TAIYO MAGIC FILM『LA.LA.LA』（2024年7月）コフレリオ 新宿シアター[5]
- 東京ノ温度 第二十三回公演『あくたがわさん』（2024年10月）「劇」小劇場 - 神田 役[6]
- サヨナラワールド『宮村優子のサヨナラジオ』(2024年12月) 赤坂CHANCEシアター
- 劇場版100日後には彼女が出来るはず3『バチェラー・ママン』(2024年12月24日・25日) 中板橋新生館スタジオ

2025年
- 東京ノ温度 第二十四回公演『わたしのおはなし』（2025年3月）新宿眼科画廊 - 廻里 役
- サヨナラワールド『宮村優子のサヨナラジオ』(2025年4月) 東京アニメーションカレッジ
- 職人集団バシコエンタープライズ第二回公演『みんないっしょ』(2025年07月) 参宮橋トランスミッション

### 映画
- 2010年 『時をかける少女』2010年3月13日公開
- 2022年 『鯛を持って駆ける少女』2021年6月5日TOKYO青春映画祭2022にて初上映
- 2023年 『密殺！Ⅱ THE MISSATSU 激闘篇』彩芽 役　4月劇場公開

### イベント
- 水野以津美ワガママ企画『試行錯誤』2018/2/10(土) 下北沢リーディングカフェ ピカイチ
- 水野以津美ワガママ企画『出入自由』2019/3/16(土) 下北沢リーディングカフェ ピカイチ
- 38mmなぐりーず結成10周年イベント！『38mmなぐりーずの同窓会～え?いつの間に!?ななんと結成10周年なんだってばぁぁぁぁ!!!!～』2021/12/26(日) 新宿シアター・ミラクル
- 黄金のコメディフェスティバル2022『黄金の開会式』（ツイキャス配信）MC 2022/10/20(木) シアター風姿花伝
- オハ劇『コントGoGoGo！』 2023/9/1(金) 四ッ谷シアターウィング

### ライブ
- 『乙女の事情 2月編』 2019/2/4(月) 新宿ロフト バーラウンジ
- 『代々木音楽療法#4 市瀬美和の10001日目の誕生日』2021/3/20(土) 代々木Barbara